# Der kleene Punker
Der kleene Punker ist ein deutscher Zeichentrickfilm nach den Büchern von Jackie Niebisch. Der Regisseur und Produzent war Michael Schaack, der unter anderem durch Werner – Beinhart! und Kleines Arschloch bekannt wurde. Deutschland-Premiere war am 29. Oktober 1992, in den USA wurde der Film unter dem Namen The Little Punker vorgeführt. Das Titellied Cool wie du wurde von der deutschen Musikgruppe Die Piddlers interpretiert.

## Inhalt
Amadeus, der kleene Punker, lebt in einer umgebauten Mülltonne und ist mit seinen Freunden Alex, Pinke und Hübi täglich in Berlin unterwegs. Um an Geld zu kommen, lassen sich die vier ständig neue Ideen einfallen: Gründung einer Punkerpartei, Wohnungen putzen, Kasperletheater und die Teilnahme an einem Rockkonzert. Doch Wachtmeister Schulze und seinem Vorgesetzten sind Punker ein Dorn im Auge. Sie machen besonders Amadeus das Leben schwer und schicken ihn zur Rehabilitierung zu seiner Oma in den Schwarzwald.

## Kritik
„Nur teilweise gelungener Zeichentrick-Spaß, dessen Episoden inhaltlich wie zeichnerisch von unterschiedlicher Qualität sind. Für kleine Zuschauer allzu hektisch und unverständlich in seinen gesellschaftspolitischen Anspielungen.“

## Synchronisation
| Rolle                    | Sprecher           |
| ------------------------ | ------------------ |
| Amadeus                  | Rainer Strecker    |
| Pinke                    | Ilona Schulz       |
| Hübi                     | Reinhard Krökel    |
| Oberwachtmeister Schulze | Gerlach Fiedler    |
| Schulzes Boss            | Thomas Struck      |
| Oma Neumann              | Ernie Reinhardt    |
| Raffke                   | Dieter Landuris    |
| Bogie                    | Claus-Peter Damitz |
| Wahrer Udo               | Michael Kleiber    |
| Kontroletti              | Michael Kleiber    |
| Schwarzwald-Oma          | Michael Kleiber    |
| Kontroletta              | Ruth Rockenschaub  |
| Dicker Müllmann          | Fuat Saka          |
| Dünner Müllmann          | Ünal Gümüs         |
| Postbote                 | Gerhard Garbers    |
| Passantin                | Susanne Stangl     |
| Vorsitzender             | Jürgen Wohlrabe    |